# Silver How
Silver How è una montagna nel Lake District, che si trova sopra il villaggio di Grasmere. How deriva dalla parola haugr in Lingua norrena, è un termine locale che significa 'collina'.

## Topografia
Silver How forma parte del crinale di Blea Rigg e potrebbe essere considerato una delle tante cime della montagna, ma su decisione di Alfred Wainwright furono considerate separate.
A ovest di Silver How il crinale raggiunge una serie di cime, principalmente Lang How, Swinescar Pike, Little Castle How e Great Castle How, intorno a Blea Rigg. A sue e dopo a est della cima, il crinale si ristringe e scende nella depressione di Red Bank, prima di risalire e terminare a Loughrigg.
Il pendio a est di Silver How sopra Grasmere è ripido e trasporta gli alberi verso il muro a metà altezza, l'ascesa finale alla vetta diventa scoscesa. Questo aspetto della montagna, visto bene dal lago di Grasmere, lo ha reso molto famoso. Ci sono anche falesie a sud del crinale, che si affaccia su Chapel Stile a Great Langdale.
Il fianco di Grasmere è drenato da Wray Gill, che forma il confine nord delle montagne poiché gira intorno prima di entrare nel lago. Meg's Gill, un affluente del Great Langdale Beck, segna il confine a est, scendendo attraverso le rovine sopra Elterwater. Sotto l'estremità a est delle montagne di Dow Bank, la depressione di Red Bank porta una strada da Grasmere a Langdale, un percorso panoramico tra i due villaggi. Vicino alla sommità della strada c'è l'High Close Youth Hostel, immerso nel verde.

## Cima e vista
Ci sono numerosi percorsi di risalita alla montagna, a cui si aggiungono un gran numero di percorsi sulla cima che possono rendere l'escursione difficile da seguire. La vera cima, segnalata da un grande tumulo caduto, si trova direttamente sopra Grasmere e fornisce una bellissima vista tutt'intorno. Grasmere e la sua valle sono il piatto forte, con Fairfield horseshoe alle loro spalle. Si possono vedere anche Langdale Pikes e Coniston Fells.

## Risalite
Le risalite partono da Grasmere, Chapel Stile, Elterwater e High Close, lo scalatore ha l'imbarazzo della scelta nei percorsi da seguire. La partenza da Grasmere fornisce stupendi panorami, mentre la partenda da Elterwater inizia in un ambiente più triste. La risalita da Chapel Stile è la più corta. Silver How può essere abbinata a Blea Rigg per ottenere un'escursione più lunga, partendo da New Dungeon Ghyll (Great Langdale).